# Stemmersches Zeichen

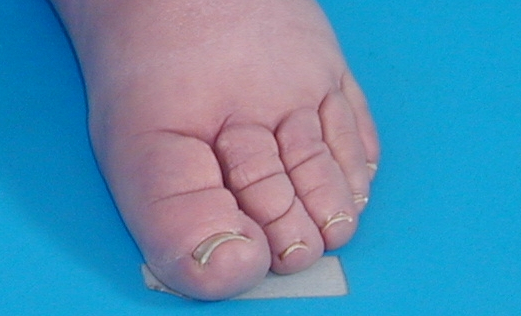
Mit dem Stemmerschen Zeichen oft einhergehende tief einschneidende Querfalten und "Kastenzehen"

Das Stemmersche Zeichen, auch Stemmer Zeichen, selten Kaposi-Stemmer-Zeichen, ist ein einfaches diagnostisches Mittel zur Erkennung der klinischen Anzeichen eines Lymphödems. Die diagnostische Erfassung des Stemmerschen Zeichens wurde erstmals in den 70er Jahren vom französischen Phlebologen Robert Stemmer (1925–2000) beschrieben und in der Folge nach ihm benannt. Etwa 15 % der erwachsenen Bevölkerung in Deutschland weist ein positives Stemmersches Zeichen auf. Die Prävalenz ist hierbei bei Stadtbewohnern höher und steigt zudem mit zunehmendem Lebensalter an.
Als frühes Kennzeichen eines Lymphödems verdickt sich die Haut oberhalb der Zehengrundgelenke. Zur Ermittlung des Stemmerschen Zeichens wird die Haut auf dem zweiten Zeh gegriffen. Wenn sich auf dem Zehenrücken keine Hautfalte abheben lässt, liegt ein positives Stemmersches Zeichen und somit wahrscheinlich ein Lymphödem vor.
Das Stemmersche Zeichen kann gemäß der Ausprägung in mehrere Grade eingeteilt werden:
- Grad 0 = normale Hautfalte oberhalb des zweiten Zehs
- Grad 1 = Hautfalte ist um 0,5 bis 1 cm verdickt
- Grad 2 = Verdickung der Hautfalte um mehr als 1 cm
- Grad 3 = Verdickung wie bei Grad 2 und zusätzlich Induration und/oder Papillomatose des Stratum papillare

Ein positives Stemmersches Zeichen erfasst die Verdickung der Haut infolge einer lymphatischen Abflussstörung und deutet somit auf ein Lymphödem hin. Jedoch kann auch eine lymphatische Abflussstörung infolge eines Lipödems oder einer Chronisch-venösen Insuffizienz zu einem positiven Stemmerschen Zeichen führen.  Ebenso schließt ein negatives Stemmersches Zeichen ein Lymphödem nicht aus, d. h., es kann falsch negativ sein.